# Henryk Dasko
Henryk Dasko (ur. 1 lipca 1947 w Warszawie, zm. 16 września 2006 w Toronto) – polski dziennikarz, eseista i tłumacz.

## Życiorys
Urodził się w rodzinie żydowskiej, jako syn Władysława Daszkiewicza (Mojżesza Josela Rosenberga, 1912–1977) i Haliny z domu Szudrowicz (Rywy Kaplan, 1910–1987). Studiował w warszawskiej Szkole Głównej Planowania i Statystyki. Wyemigrował z Polski w 1969. Przez wiele lat mieszkał w Toronto, był współzałożycielem Polsko-Żydowskiej Fundacji Kulturalnej w Kanadzie. W latach 90. był redaktorem dodatku literackiego do „Życia Warszawy” – „Ex Libris”. Był popularyzatorem twórczości Jerzego Kosińskiego, Andrzeja Brychta i Leopolda Tyrmanda. Przygotował wydanie wersji oryginalnej Dziennika 1954 Tyrmanda.
Historię swojej emigracji opisał w książce Dworzec Gdański. Historia niedokończona (Wydawnictwo Literackie 2008, ISBN 978-83-08-04199-4).

## Życie prywatne
Z drugiego małżeństwa, z Elyse, Dasko miał synów: Nicholasa Dasko i Daniela Dasko, którzy urodzili się w Toronto.
Jego trzecią żoną była pisarka Agata Tuszyńska. Ostatnie wspólne półtora roku, podczas których Dasko walczył z nowotworem mózgu, Tuszyńska zrelacjonowała w książce Ćwiczenia z utraty (Wydawnictwo Literackie 2007, ISBN 978-83-08-04099-7).

## Odznaczenia
W 2004 został odznaczony przez prezydenta RP Krzyżem Zasługi za działalność na rzecz dialogu i pojednania polsko-żydowskiego.